# Cal Trullàs
Cal Trullàs és una obra modernista de Guissona (Segarra) inclosa a l'Inventari del Patrimoni Arquitectònic de Catalunya.

## Descripció
Edifici de tres plantes situat en una zona privilegiada de la vila. Ha funcionat fins al dia d'avui com a cafè-fonda.
A la planta baixa observem tres portes rectangulars, una més gran que dona al Bar, i dues més petites que condueixen a la Fonda i a l'espai habilitat com a habitatge del propietari.
Un balcó de forja ocupa la totalitat de la façana del primer pis, al qual s'accedeix a través de dues portes balconeres amb una petita motllura que hi ha a banda i banda de la façana; entre aquestes un esgrafiat on es pot llegir "cafè-fonda" i decoracions amb motius vegetals.
Al segon pis dues portes balconeres amb motllura amb els seus respectius balcons de forja, i seguint el patró del pis inferior un esgrafiat amb motius florals.
A la cornisa un fris decorat amb motius florals, trencat per dues oberutures molt petites que il·luminen la golfa, i damunt d'aquest un terrat amb una balustrada que corona l'edifici.
Aquesta façana es troba pintada de color rosat i presenta un esgrafiat burdeus que la fa visible des de tots els punts del C/ Bisbal i de la Plaça Bisbe Benlloch.